# حسن فولان
حسن فولان (مواليد 2 أغسطس 1954) ممثل مغربي. شارك في عدة أفلام ومسلسلات تلفزيونية مغربية. اشتهر بأدواره الكوميدية، التي تألق فيها بفضل خلفيته المسرحية.

## مسيرته
وُلد فولان في 2 أغسطس 1954 في الحي المحمدي بمدينة الدار البيضاء، عاش أحداثا كبرى منذ عهد الحماية، وعرف فدائيين ومناضلين وسجناء رأي، ففي الحي المحمدي عاش تجربة غنية فجرت موهبته، وحبه للمسرح والتمثيل هو حبه للحياة فمنذ طفولته كان يشعر أنه يملك شيئاً يدخل به السرور والسعادة لقلب الإنسان. وكبر معه هذا العشق الذي كان يعتبره قوته التي من خلاها يبلغ للناس ما يريد، وعندما كبر عرف أن ما يملكه يسمى الموهبة ووجب عليه الاعتناء بها وهي موهبة التمثيل. ولكي لا تبقى جافة فهي تحتاج إلى العلم.التحق بالمعهد البلدي للموسيقى والمسرح عام 1973 وتتلمذ هو و آخرين على يد الفنان العلج الطيب و أحمد الصعري و فريدة بورقية.

## أعماله

### مسرحيات
- شرح ملح
- حسي مسي
- حب و تبن

### أفلام
- 2011: فيلم نهار تزاد طفا ضو
- 2015: فيلم أحلام مؤجلة
- 2023: فيلم شوك الورد

### مسلسلات
- السراب 1998 (حميد الربندز)
- زايد ناقص 2001 (عروب الشجرة)
- موعد مع المجهول 2004 (معيزو)
- المستضعفون 2006 (عباد)
- ناس الحومة 2013 (مرزوق)
- ولا عليك 2018